# Božidar Matić
Božidar Matić (ur. 8 września 1937 w Bogaticiu, zm. 12 maja 2016 w Sarajewie) – bośniacki nauczyciel akademicki, inżynier i polityk narodowości chorwackiej, premier Bośni i Hercegowiny w roku 2001.
Pochodził z małej miejscowości Bogatić, w wieku 4 lat razem z rodziną przeniósł się do Bośni i Hercegowiny (wówczas w ramach królestwa Jugosławii). W 1960 ukończył studia z zakresu inżynierii elektrycznej na Uniwersytecie w Zagrzebiu, a w 1963 studia podyplomowe. W 1966 rozpoczął studia na Wydziale Automatyki i Robotyki Radzieckiej Akademii Nauk. W 1971 obronił doktorat na Uniwersytecie w Sarajewie, gdzie wykładał od 1976 do 2005. Od 1981 do 1985 był rektorem Uniwersytetu w Sarajewie. Od 1971 do 1980 pracował jako dyrektor instytutu automatyki w firmie Energoinvest, od 1985 do 1986 był wiceszefem, od 1989 do 1993 szefem, od 1993 do 1996 członkiem zarządu.
Był również członkiem stowarzyszeń naukowych: członkiem korespondentem Czarnogórskiej Akademii Nauk, od 1999 przewodniczył Akademii Nauk i Sztuki Bośni i Hercegowiny, od 1996 szefem komitetu narodowego w Międzynarodowej Organizacji Elektrotechnicznej. Nagrodzony także doktoratem honoris causa Grand Valley State University.
Jego kariera polityczna rozpoczęła się w 1986, kiedy to został ministrem nauki i technologii Jugosławii. Funkcję pełnił do 1989. W 2001 został na kilka miesięcy premierem Bośni i Hercegowiny z ramienia Socjaldemokratycznej Partii Bośni i Hercegowiny. Od 2002 do 2005 był szefem zarządu agencji reprywatyzacyjnej.
Pochowany 12 maja 2016 roku w Sarajewie.